# 南蠻

中国中心主义的四夷图

中國中心主義的四夷圖

南蠻，原是上古三代王朝或中原一帶的人對南部一些部落的称呼。
由九州境內各部落演變而來的漢族，繼承這種稱呼，用來代指南方非漢的外族，在中国中心主义的天下观中，西戎和东夷、北狄、南蛮合称四夷。
原南宋國的領土範圍亦被蒙古族稱之為“蠻子國”，滿族稱漢族為“蠻子”，清軍亦曾稱漢人為「蠻子」。

## 先秦「南蠻」
楚王曾經直呼自己為「蠻夷」：「我蠻夷也，不與中國（中原或周朝）之號諡」。諸夏也不承認其為「華夏」或「中國」。周天子命楚人說「鎮爾南方夷越之國，無侵中國」。晉人和鄭人皆稱其為「荊蠻」，後來楚人成為「諸夏」之一。被周王朝形容為「蠻」的還有越、庸、百濮、巴、蜀、僬僥、島夷、三苗、和夷等上古各部落。
學者盧美松認為「蠻」是自稱，有「民、人」之意。而更直接的意思是自稱為「蛇」，其音緩讀則為「彌麟」、「冥靈」，如沈瑩《臨海水土志》：「山夷自呼為『彌麟』」，以及《莊子》：「楚之南有冥靈者，以五百歲為春，五百歲為秋。」
語言學家白一平和沙加爾重構上古漢語發音，認為「蠻」在上古漢語中讀作「*mˤro[n]」，與南方部落「閩」的讀音「*mrə[n]」非常相近。
徐旭生提出三集團說，認為中國人的三大來源為華夏、東夷與南蠻三族。

## 「南蠻」外族
被歸類為南蠻的外族外國：林邑、扶南、獠人、俚族、盤盤國、狼牙脩國、師子國、南詔、室利佛逝、南平獠、驃國、真臘國、東謝蠻、西趙蠻等。
隋唐以来，南方少数民族称峒蠻、洞蛮。清朝時期，有观点认为準噶爾族稱滿族為“蠻子”。
而日本文化中的「南蠻」自15世紀與歐洲進行貿易（詳見南蠻貿易）後，則指歐洲人。
今日某些族群的自稱，例如苗族（Hmong）、瑤族（Mien）、布魯族（Bru）、繆族（Mro）及末昂人（Maang，為彝族支系）。根據Martha Ratliff對原始苗瑤語的重構，「Hmong」在原始苗瑤語中讀作「*hmʉŋA」，而「Mien」讀作「*mjænA」。